# EViews
EViews (Kurzform für „Econometric Views“) ist eine kommerzielle, windows-basierte Ökonometrie-Software des US-amerikanischen Unternehmens IHS. Die erste auf Microsoft Windows basierende Version wurde im Jahr 1994 durch Quantitative Micro Software (QMS) realisiert. Vorläuferprodukt war die Software MicroTSP. EViews findet verbreitet Anwendung in Forschung, Studium, Verwaltung, bei Banken, Versicherungen und bei Energieversorgern.

## Einsatzgebiete
Die Software hat ihren Einsatzschwerpunkt in der Verarbeitung von Zeitreihen. Alle wichtigen Methoden der Zeitreihenanalyse von einfachen AR-, MA-, ARMA-, über ARIMA-, ARIMAX-, ARCH-, GARCH- hin zu State-Space-Modellen bzw. Zustandsraummodellen sind durchführbar. Sowohl Cross-Sections als auch longitudinale Daten können deskriptiv und analytisch dargestellt werden. EViews beherrscht allgemeine ökonometrische und statistische Analysen, die Generierung von Vorhersagen und Modellsimulationen, sowie die Ausgabe von Graphen und Tabellen, z. B. für Veröffentlichungen. EViews ermöglicht Daten-Organisation inklusive Datenbankzugriffe.

## Alternativen
Alternativen zu EViews sind die kommerziellen Produkte Stata, SAS, RATS bzw. WinRATS sowie Limdep.
Zur alternativen freien Software gehören GNU R und gretl.